# Лахани, Сальма
Сальма Лахани (англ. Salma Lakhani; род. 1951, Кампала) — канадский государственный и политический деятель. 26 августа 2020 года вступила в должность лейтенант-губернатора Альберты.
Является представителем короля Карла III в провинции Альберта. Сальма Лахани — первый человек с корнями из Южной Азии и первая мусульманка, занявшая должность лейтенант-губернатора в Канаде.

## Биография
Родилась в Кампале (Уганда), в семье Абдула и Малик Раджабали, мусульман-исмаилитов. В детстве посещала школу Ага-хана. Осенью 1971 года поступила в Манчестерский университет в Великобритании.
В августе 1972 года, когда она приехала домой на летние каникулы, президент Уганды Иди Амин начал ряд политических мер, которые включали экспроприацию собственности, принадлежащей азиатским и европейским жителям страны. Вскоре после этих событий вернулась в Великобританию. Однако, поскольку активы её семьи были экспроприированы, она не смогла продолжать оплачивать обучение и расходы на проживание. Британское правительство отменило плату за обучение для многих угандийцев, включая Сальму Лахани и её будущего мужа Захира Лахани, которые учились в Лидсском университете. Продолжила учебу в Манчестерском университете, получив степень бакалавра наук с отличием в области клинической биохимии.
В июне 1977 года её муж окончил клиническую ординатуру в Альбертском университете в Эдмонтоне. Они с супругом не имели гражданства Канады, поэтому путешествовали по британским документам и изначально намеревались остаться в стране на два года.
В Канаде Захир стал работать кардиологом, а Сальма открыла бизнес, ориентированный на дошкольное образование. Затем стала участвовать в жизни города Эдмонтона, став одним из первых наставников в программе «Молодёжь в переходный период» колледжа NorQuest, а также членом-основателем движения колледжа NorQuest «1000 женщин: миллион возможностей».
В 1990-х годах Захир помог создать кардиологическую службу в больнице в Дар-эс-Саламе (Танзания), а Сальма работала волонтером в двух городских школах и в местных женских благотворительных группах.

## Лейтенант-губернатор
26 августа 2020 года назначена лейтенант-губернатором Альберты генерал-губернатором Жюли Пейетт по предложению премьер-министра Джастина Трюдо.
В сентябре 2022 года во время выборов руководства правящей «Объединённой консервативной партии» сообщила СМИ, что ей придется обратиться за юридической консультацией, прежде чем дать королевскую санкцию на спорный Закон о суверенитете Альберты, предложенный кандидатом в лидеры партии Даниэль Смит. Хотя Сальма Лахани признала, что её должность рассматривается в основном как церемониальная, она подчеркнула, что верит в то, что делает правильные вещи для народа и Конституции.